# Cippato

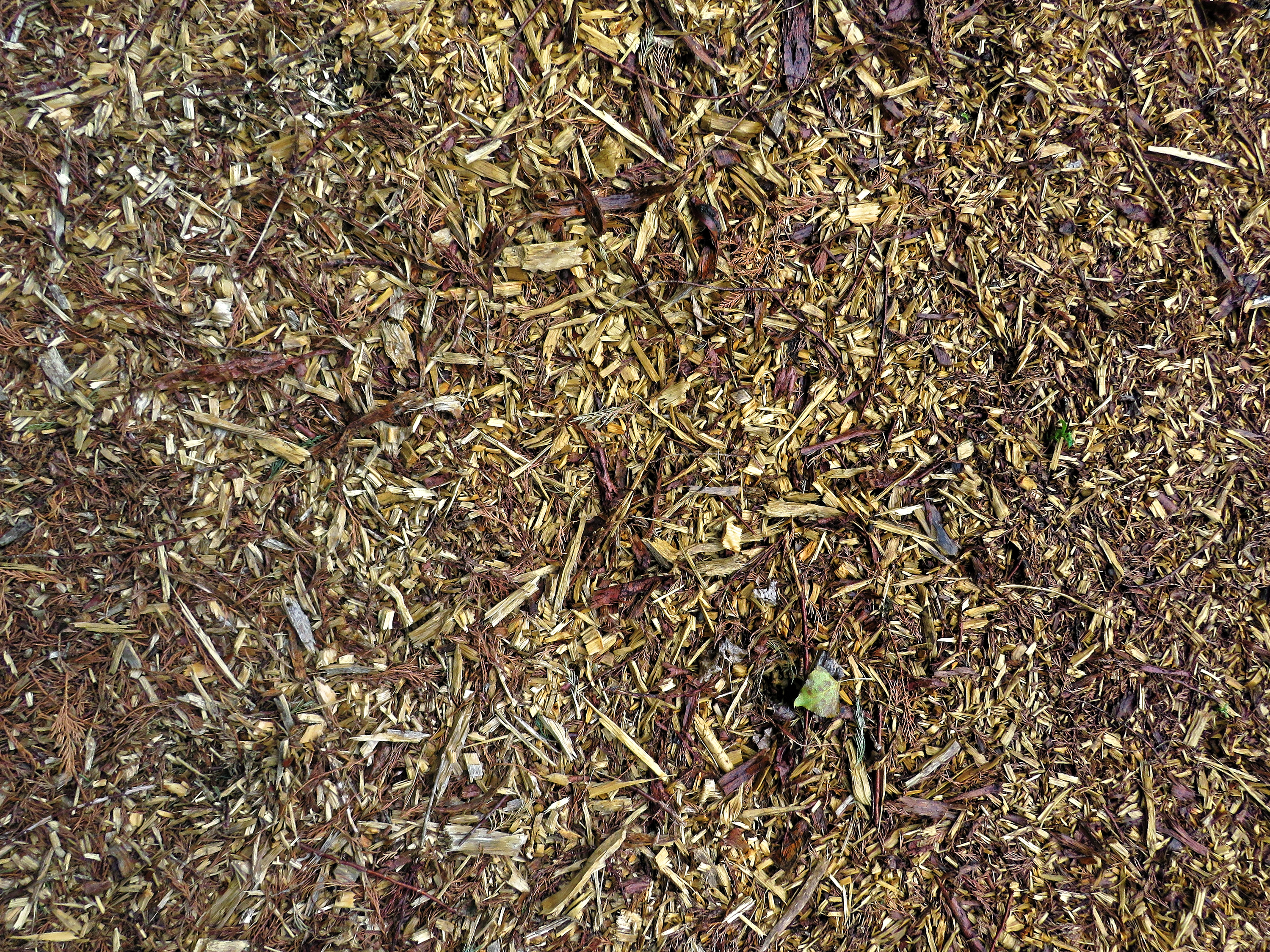
Cippato

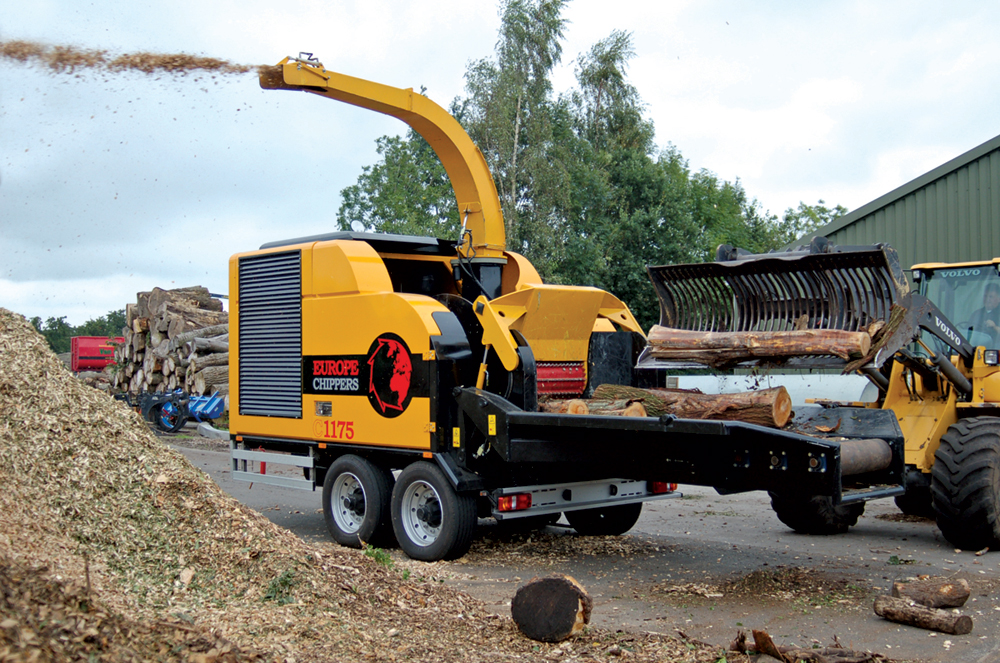
Cippatrice

Il cippato è legno ridotto in scaglie, con dimensioni variabili da alcuni millimetri a qualche centimetro, prodotto a partire da tronchi e ramaglie attraverso la cippatrice, e che può essere utilizzato come combustibile o materia prima per processi naturali e/o industriali.

## Caratteristiche
Come le altre biomasse ligno-cellulosiche, non può essere considerato di per sé una fonte rinnovabile come energia solare e energia eolica per i lunghi - quando possibili - tempi di formazione e crescita della pianta d'origine; tuttavia il cippato può costituire la materia prima per la crescita delle specie vegetali d'origine in un ciclo chiuso. Condizione necessaria per la rinnovabilità è che il prelievo dalla sorgente non sia superiore all'accrescimento della stessa. Può essere prodotto da scarti di lavorazioni agricole e forestali o da colture dedicate (short rotation). 
Può essere utilizzato sia per la produzione di energia elettrica in centrali a biomasse, sia per produrre calore o in forma combinata in impianti di cogenerazione. Può alimentare sia impianti di piccola taglia (pochi kW) che grandi impianti fino all'ordine di diversi MW. In Italia si sta diffondendo il suo utilizzo a causa dei bassi costi di produzione e grazie all'incentivazione dei Certificati Bianchi (TEE) nelle caldaie a biomassa e negli impianti a Pirogassificazione. Data la sua origine biologica, se non contaminato, può essere un ottimo elemento, economico e naturale, per orti, terreni agricoli, giardini e per produrre compost.